# Road to Nowhere
Road to Nowhere es una película de 2010 dirigida por Monte Hellman, escrita por Steven Gaydos, y protagonizada por Cliff De Young, Waylon Payne, Shannyn Sossamon, Tygh Runyan, y Dominique Swain. La película fue estrenada el 10 de junio de 2011 en Nueva York y en Los Ángeles el 17 de junio de 2011.

## Sinopsis
Una joven cineasta se envuelve en un crimen durante la filmación de su nuevo proyecto en el lugar.

## Elenco
- Shannyn Sossamon como Velma Duran.
- Dominique Swain como Laurel Graham.
- Cliff De Young como Rafe Taschen.
- Tygh Runyan como Mitchell Haven.
- Fabio Testi como Nestor Duran.
- John Diehl.
- Waylon Payne como Bruno Brotherton.
- Bonnie Pointer
- Nic Paul
- Lathan McKay como Erik.